# Acerentulus ruseki
Acerentulus ruseki är en urinsektsart som beskrevs av Josef Nosek 1967. Acerentulus ruseki ingår i släktet Acerentulus och familjen lönntrevfotingar. Inga underarter finns listade i Catalogue of Life.